# آنا بوبلويل
آنا بوبلويل (بالإنجليزية: Anna Popplewell)‏ مواليد 16 ديسمبر 1988 في لندن، هي ممثلة إنجليزية بدأت مسيرتها الفنية عام 1998م. هل تقبلين الزواج مني

## روابط خارجية
- آنا بوبلويل على موقع IMDb (الإنجليزية)
- آنا بوبلويل على موقع ميتاكريتيك (الإنجليزية)
- آنا بوبلويل على موقع روتن توميتوز (الإنجليزية)
- آنا بوبلويل على موقع ألو سيني (الفرنسية)
- آنا بوبلويل على موقع ميوزك برينز (الإنجليزية)
- آنا بوبلويل على موقع أول موفي (الإنجليزية)
- آنا بوبلويل على موقع قاعدة بيانات الأفلام السويدية (السويدية)
- آنا بوبلويل على موقع إن إن دي بي (الإنجليزية)
- آنا بوبلويل على موقع قاعدة بيانات الفيلم (الإنجليزية)
- آنا بوبلويل على موقع كينوبويسك (الروسية)